# Мастер чиф-петти-офицер ВМС США

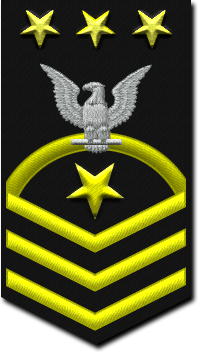
Нашивка мастер чиф-петти офицера ВМС США

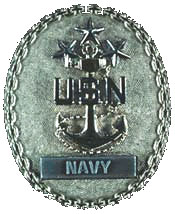
Знак мастер чиф-петти-офицера ВМС

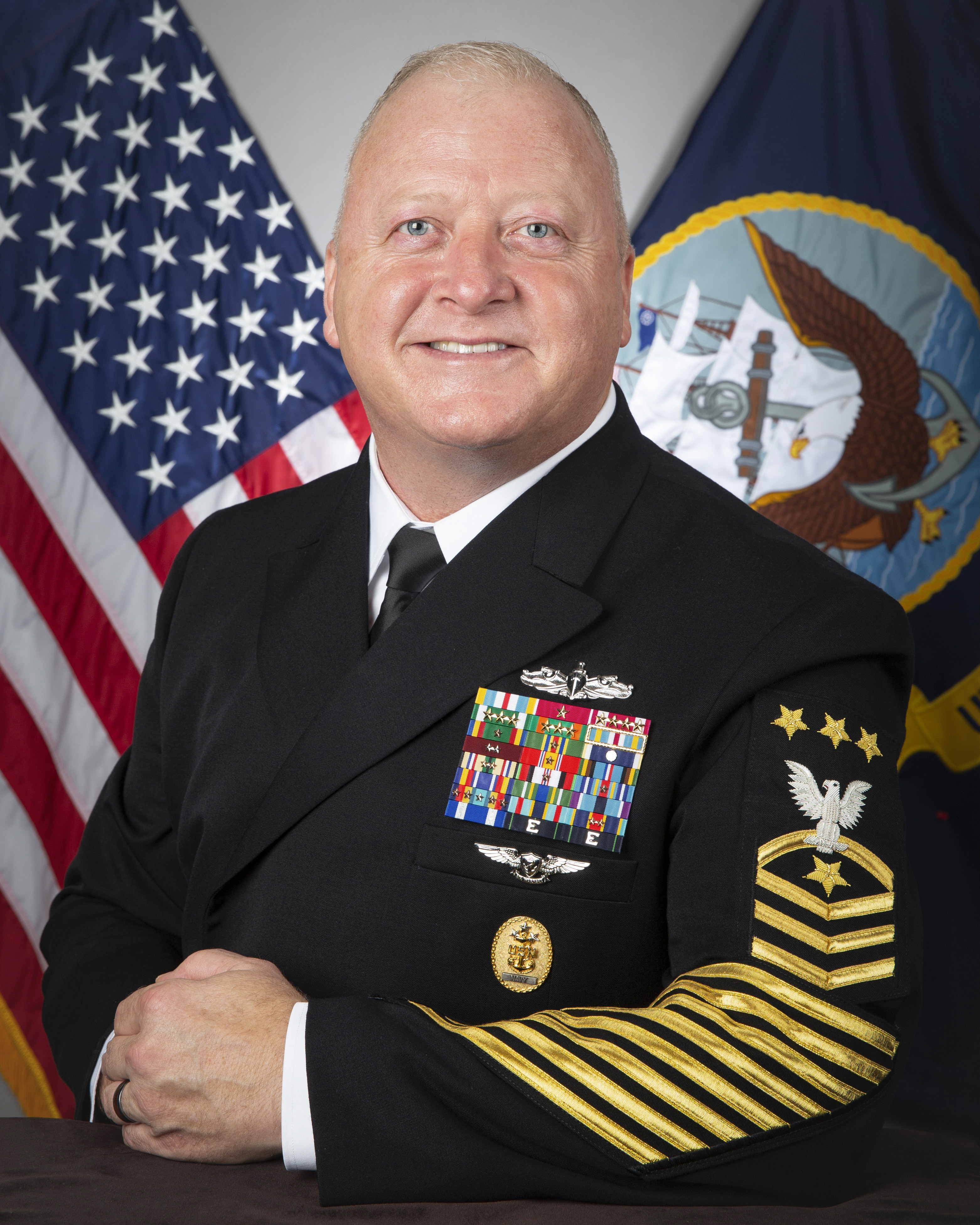
Действующий мастер чиф-петти-офицер Военно-морских сил США James M. Honea

Мастер чиф-петти офицер ВМС США (англ. Master Chief Petty Officer of the Navy) (MCPON) — наивысшее воинское звание петти-офицеров Военно-морских сил США.
В Военно-морских силах США это звание относится к девятой ступени военной иерархии (E-9), вместе с воинскими званиями мастер чиф-петти-офицер флота, мастер чиф-петти-офицер сил и главный мастер-чиф-петти офицер. Это звание имеет лишь один представитель матросов и петти-офицеров, который представляет и защищает их интересы в высшем руководстве Вооружённых сил.
В других видах Вооружённых сил США этому званию соответствуют:
- Сержант-майор Сухопутных войск — в Армии США,
- Главный Мастер-сержант ВВС — в ВВС США,
- Сержант-майор корпуса морской пехоты США — в Корпусе морской пехоты США,
- Мастер чиф-петти-офицер Береговой охраны США — в Береговой охране США.